# Saari (Finlande)
Pour les articles homonymes, voir Saari.
Saari est une ancienne municipalité de Finlande, en Carélie du Sud. Depuis 2005, elle a été incluse dans la municipalité de Parikkala.

## Histoire
À la fin de la guerre d'hiver, par le traité de Moscou de 1940, la plus grande partie de Saari reste en Finlande mais une petite partie de 29,9 km2 est cédée à l'URSS.
Lors de la guerre de continuation, en 1941 la Finlande reprend tout le territoire mais en 1944 l'Armistice de Moscou oblige les forces finlandaise à se retirer sur la frontière de 1940.